# Pertoldita
La pertoldita és un mineral de la classe dels òxids. Rep el nom en honor del Dr. Zdeněk Pertold (Praga, Txèquia, 22 de desembre de 1933 – 25 d'octubre de 2020), professor de geologia econòmica del Departament de Geoquímica, Mineralogia i Recursos Minerals de la Facultat de Ciències de la Universitat Charles de Praga.

## Característiques
La pertoldita és un òxid de fórmula química GeO₂. Va ser aprovada com a espècie vàlida per l'Associació Mineralògica Internacional l'any 2021, sent publicada en el mes de novembre de 2022. Cristal·litza en el sistema trigonal.
L'exemplar que va servir per a determinar l'espècie, el que es coneix com a material tipus, es troba conservat a les col·leccions del departament de mineralogia i petrologia del Museu Nacional de Praga, a la República Txeca, amb el número de catàleg: p1p 31/2021.

## Formació i jaciments
Va ser descoberta a la mina de carbó Kateřina, situada a la localitat de Radvanice del districte de Trutnov (Regió de Hradec Králové, República Txeca). Aquesta mina txeca és l'únic indret de tot el planeta on ha estat descrita aquesta espècie mineral.